# Потічок (річка)
Потічок — річка  в Україні, у Снятинській громаді Коломийського району Івано-Франківської області, ліва притока  Пруту (басейн Дунаю).

## Опис
Довжина річки 14 км., похил річки — 7,3 м/км. Формується з багатьох безіменних струмків.  Площа басейну 33,1 км².

## Розташування
Бере  початок на північно-західній околиці Стецева. Тече переважно на південний схід через Потічок та Снятин і впадає і річку Прут, ліву притоку Дунаю.
Річку перетинають автомобільні дороги Р20 та Н10. 